# Januari 2006
| Januari 2006 |
| Månader under 2006: Januari · Februari · Mars · April · Maj · Juni · Juli · Augusti · September · Oktober · November · December ← December 2005 · Januari 2007 → |

## Söndagen den 1 januari 2006
Världen
- Churchill ville låta Gandhi dö
- Nyårsfirande världen runt

Sverige
- Mild svensk nyårsnatt med mycket våld och olyckor

Nyheter från Wikinews

## Måndagen den 2 januari 2006
Världen
- Val skjuts upp igen i Haiti

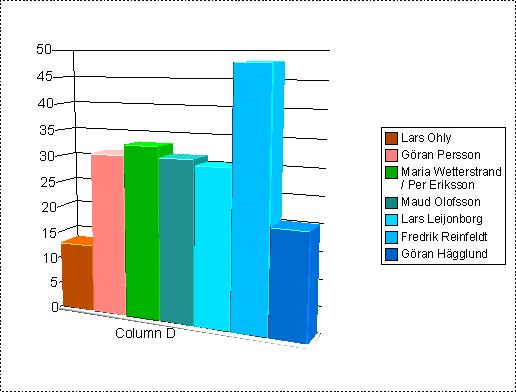
Moderaternas partiledare Fredrik Reinfeldt har stort förtroende hos 48 procent av väljarna enligt Sifos senaste opinionsundersökning.

- Regn och snö stoppar hjälpsändningar i Pakistan
- Lula beklagar möjligheten till omval
- Iran hotar med "förkrossande" svar på attacker
- Nigerianska soldater dödade tolv "oljetjuvar"
- Bush försvarade omdiskuterat spionprogram
- Rysk-ukrainsk gaskonflikt når EU
- Vind och värme orsakar intensiva skogsbränder i Australien

Sverige
- Enkel livsstil gav ro och oberoende
- Vårdslöshet bakom grundstötning
- Banverket placerar ut fler övervakningskameror i Västsverige
- Parkingsplatser nyckelfråga inför försöket med trängselskatt
- Reinfeldt har störst förtroende bland väljarna

Nyheter från Wikinews

## Tisdagen den 3 januari 2006
Världen

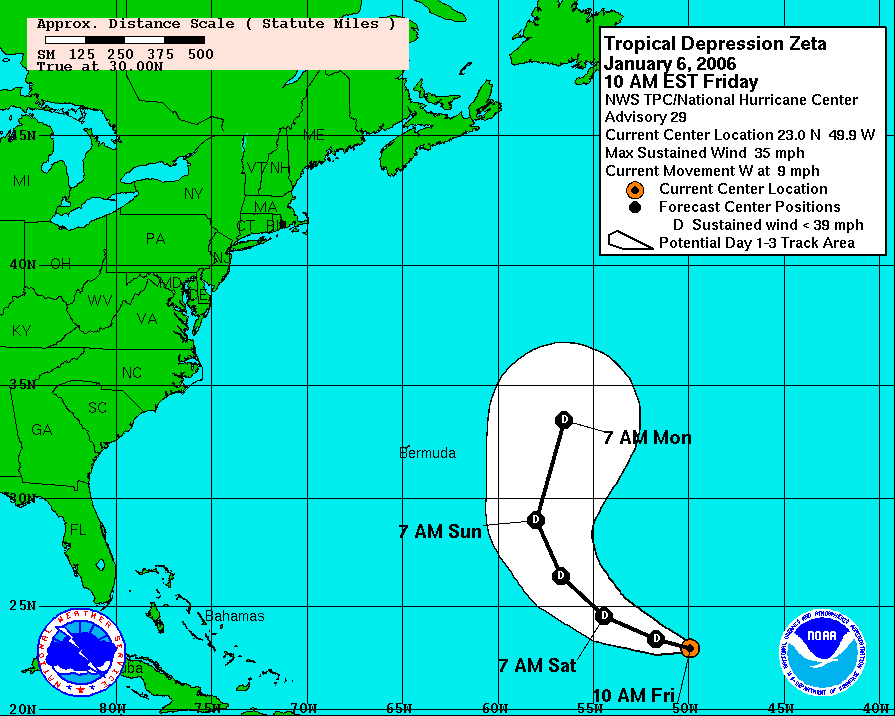
Den tropiska cyklonen Zeta rör sig långsamt över Atlanten i västlig riktning mot Karibien. Den antas inte utgöra något hot mot land. Zeta har uppnått vindhastigheter på bortåt 80 kilometer per timme men förväntas försvagas redan på torsdag innan den hunnit nå land.
(3 januari) Wikinews

- Ökad beredskap i Bayern efter ishallskatastrofen
- Tre våldtäktsmän gripna i Cuidad Juárez, Mexiko
- Aktivister som målade 'No War' på Sydneys operahus inför rätta igen
- 13 gruvarbetare instängda i West Virginia
- Flera bomber i Athen, finsk diplomat drabbad
- Attack mot militärförläggning i Elfenbenskusten
- Cessna havererade i Ipswich, Queensland - fem döda
- Japan planerar för frihandelsavtal med Australien och Indien
- Rättegången mot Pinochet utan avgörande
- Översvämningar och jordskred på östra Java, 51 döda
- Sista spåren av orkansäsongen 2005?
- Fylla och ungdomsvåld drabbar norska Hermedal

Sverige
- Köer till Gotlands största LAN-party
- Alsgaard tar över Sveriges skidlandslag
- Krogbränder i Sörmland utan uppenbar koppling
- Kommuner dåliga på att använda internet
- 12 års faderskap var bluff, får tillbaka underhållet
- PAN-rapport: 3 poliser sparkades, 27 prickades
- Arbetslös inte arbetssökande utan giltig adress, gick miste om a-kassa
- Apoteksanställd stal sammanlagt 300 000
- Nikotinplåster minst lika farligt som rökning, visar spansk studie

Wikipedia
- Jimmy Wales dementerar uppgifterna om annonser på Wikipedia

Nyheter från Wikinews

## Onsdagen den 4 januari 2006
Världen
- Störtflod gjorde tiotusentals hemlösa i Malawi
- Endast en gruvarbetare överlevde i West Virginia
- Bomber i Nepal sedan rebeller avbrutit vapenvila
- Egypten deporterar sudanesiska flyktingar
- Argentina betalade tillbaka 10 miljarder dollar till IMF
- Flygningar i Pakistan återupptas
- Ukraina undertecknade ryskt gasavtal

Sverige
- Två miljoner i trängselskatt första dagen
- Misstankar om mened mot vittne till dödsmisshandel på Kungsgatan
- Insatsstyrka grep 48-åring i Säffle
- Jämo utökar kontrollen av arbetsgivare
- Misstänkt nätpedofil erkänner sexköp men förnekar övergrepp

Nyheter från Wikinews

## Torsdagen den 5 januari 2006
Världen
- Chirac: "Dåligt självförtroende gynnar extremism, bristande jämlikhet ska åtgärdas"
- Kraftigt jordskalv i Mexiko utan skadade
- Bush förutspådde minskad amerikansk närvaro i Irak
- Samtal om ny järnvägsförbindelse mellan Indien och Pakistan
- Talibaner avrättade rektor vid flickskola
- Spanien skriver av Bolivias skuld
- Hemlig rapport visar att Iran utvecklar kärnvapen
- Självmordsbomb i Karbala, 44 döda
- Sharons tillstånd "kritiskt", fler operationer
- Polisen uppmanar Kate Moss återvända för förhör
- Succession på Aetna borgar för kontinuitet
- Corrigan invald i Kaliforniens högsta domstol

Sverige
- Motorsågsmän rövade bort och misshandlade en man i Vännäs
- Full bilförare körde in i skyltfönster i Malmö
- Tre gripna efter inbrottsförsök i Västerås
- 15-åring dömd för mord i Växjö
- Sameradion börjar sända 24 timmar på webben
- Våldtäktsman i Dalarna dömd till sju års fängelse

Nyheter från Wikinews

## Fredagen den 6 januari 2006
Världen
- Våldsam sammandrabbning på fängelse i Honduras
- Den siste i 'De fyras gäng' har avlidit

Sverige
- Par i Göteborg föll i vattnet, svårt nedkylda
- Lägenhetsbrand i Lycksele, fyra rökskadade
- JO-anmälan: Trängselförsöket strider mot lagen
- Trängselkameror läste fel

Nyheter från Wikinews

## Lördagen den 7 januari 2006
Världen
- Google öppnar videobutik på internet
- FN uppmanar Haiti att genomföra val
- Slovakiskt abortfördrag oroar EU
- Fågelinfluensan orsakar panik i Turkiet
- Handeln Kina-Afrika ökade med en tredjedel
- Fuijimori registrerad som presidentkandidat i Peru
- Världsbanken stoppar lån till Tchad
- Självmordsbomb mot domstol i Kina
- Sharons tillstånd stabilt men ännu allvarligt

Sverige
- Antalet bränder minskar i Linköping
- Vinterkräksjukan drabbar Sverige igen
- Vargflock rev rådjur i bostadsområde
- Nytt företagshotell i Olofström för flera miljoner
- 32-årig kvinna åtalas för knivmord i Gällivare
- Skånederby slutade med glädjeexplosion i Ängelholm
- Tusentals knivar stulna i Göteborg
- Telefoni och internet genererar flest klagomål
- Migrationsverket avvisar kritik, kritiseras igen
- Rederier i Stockholm kräver Lidingölösning
- Lars Ohly omvald som ledare för vänsterpartiet

Nyheter från Wikinews

## Söndagen den 8 januari 2006
Världen

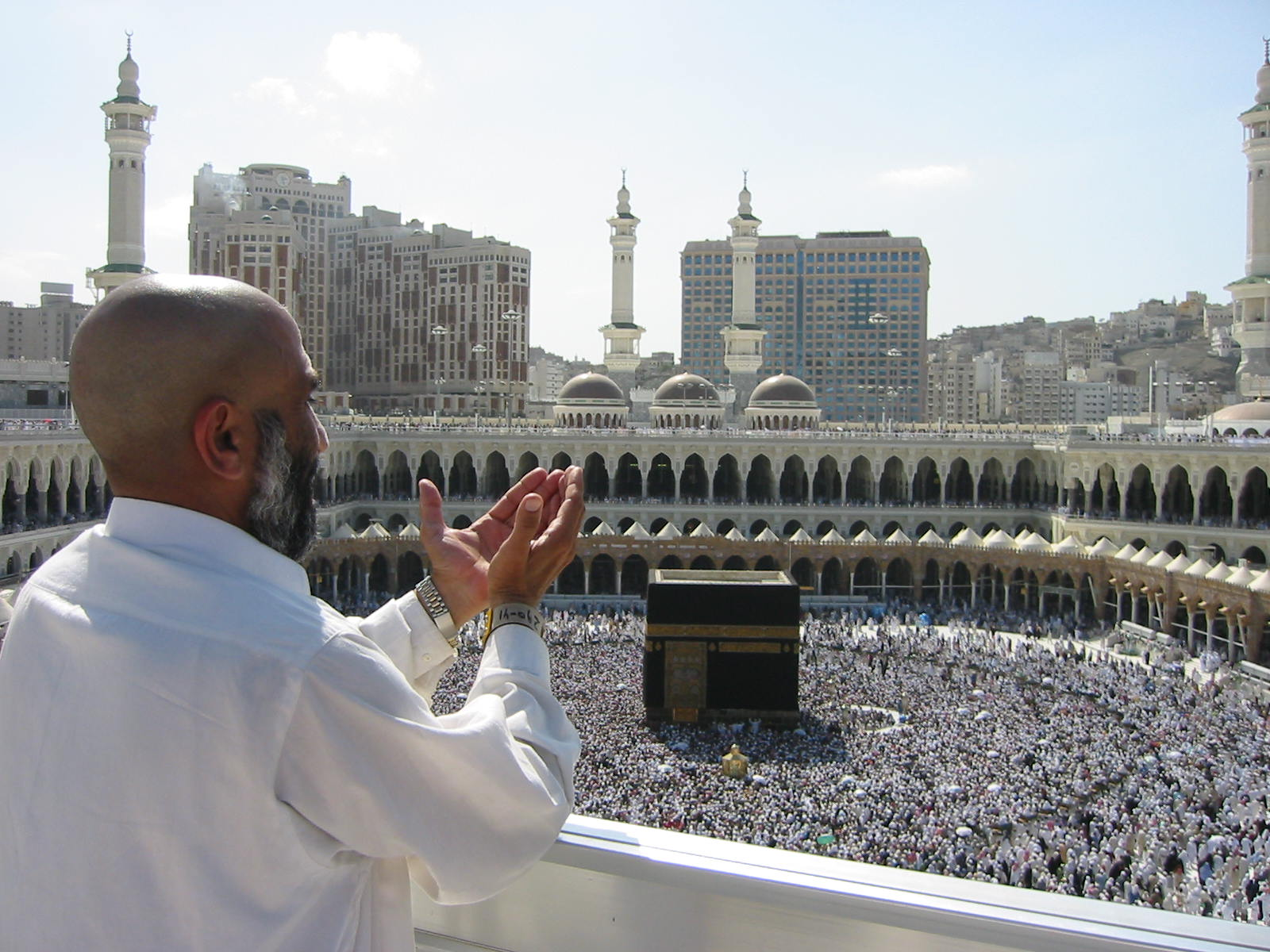
Uppskattningsvis två miljoner muslimer påbörjade idag den årliga pilgrimsfärden hajj, bland annat vandringen från Mecka till profeten Muhammeds födelseplats. Under hajj har tidigare den enorma mängden pilgrimer orsakat allvarliga olyckor med många dödsfall. Hotet från terrorism och sjukdomar låter dessutom en skugga falla över högtiden.
Wikinews

- Två miljoner muslimer inleder valfärd
- Pakistansk fredssträvare får blandat mottagande
- Tre fall av fågelviruset H5N1 i Ankara
- Japanskt valfångstfartyg kolliderade med Greenpeacefartyg
- Jordskalv drabbade Aten
- Ryssland och Iran i kärnkraftsförhandlingar
- Tysklands förbundskansler kritisk till Guantanamo
- Haitisk FN-befälhavare funnen död
- Attack mot fredsbevarande styrka i Darfur

Sverige
- Bajenfans misshandlade Linköpingsbo
- Biljakt över Essingleden
- Brandattenat mot Zinken, förråd förstört
- Förnyarna i vänsterpartiet hoppar av
- Anna Lindh ville införa rättslig prövning av FN:s terroristlista

Nyheter från Wikinews

## Måndagen den 9 januari 2006
Världen

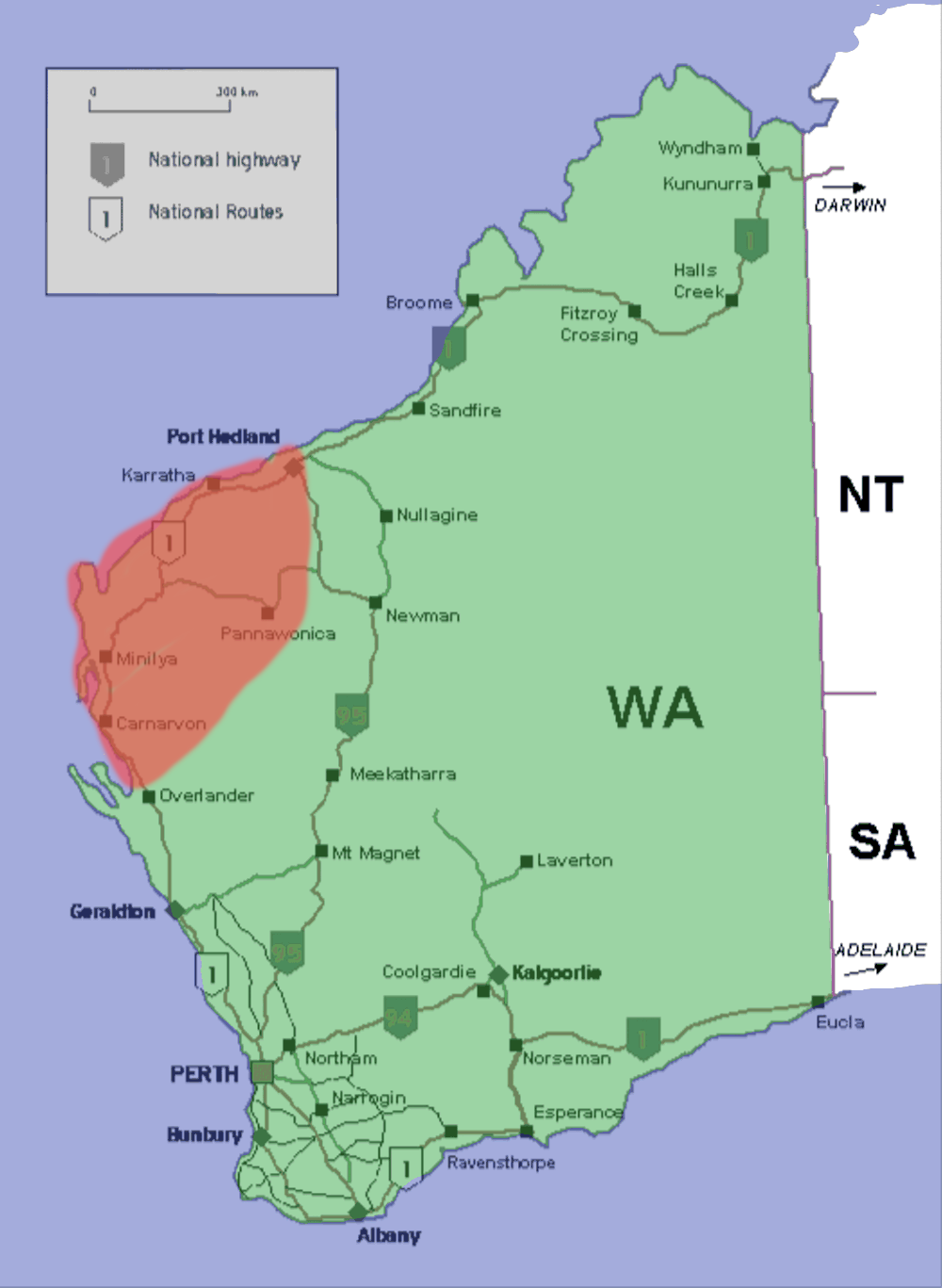
Tropisk cyklon drabbar nordvästra Australien
Den första tropiska cyklonen under årets orkansäsong på södra halvklotet befinner sig utanför västra Australiens kust och förväntas nå land omkring klockan nio på morgonen lokal tid. Omkring 1 500 personer har evakuerats. Industrier, hamnar och oljeplattformar har stängts. Prognoser varnar för att stormen kan tillta och nå vindhastigheter på uppemot 240 km/h.
Wikinews

- Tropisk cyklon drabbar nordvästra Australien
- Dick Cheney förd till sjukhus
- "Icke-militanta valkampanjer" tillåts i östra Jerusalem
- Sharon andas på egen hand
- En halv miljon flickfoster väljs bort årligen i Indien
- Rättegång mot misstänkta bakom politiskt mord i Ukraina
- Turkisk extremist bakom påveattentat friges
- Belgien utlämnar fransk massmördare
- Attack mot inrikesministeriet i Bagdad
- Rwandisk soldat fälld för mord på gorillaturister
- Ny iransk flygolycka, tretton döda

Sverige
- Med IKEA har Ölands Köpstad vuxit färdigt
- Våldtäktsutredning i Umeå nekas tillgång till kommunregister
- Man häktad för våldtäkt i Ystad
- Polis hittade 2,5 kilo cannabis på Öresundståget
- Porrbutik sprängd i Göteborg
- Trängselförsöket klarade första stora morgonrusningen

Nyheter från Wikinews

## Tisdagen den 10 januari 2006
Världen

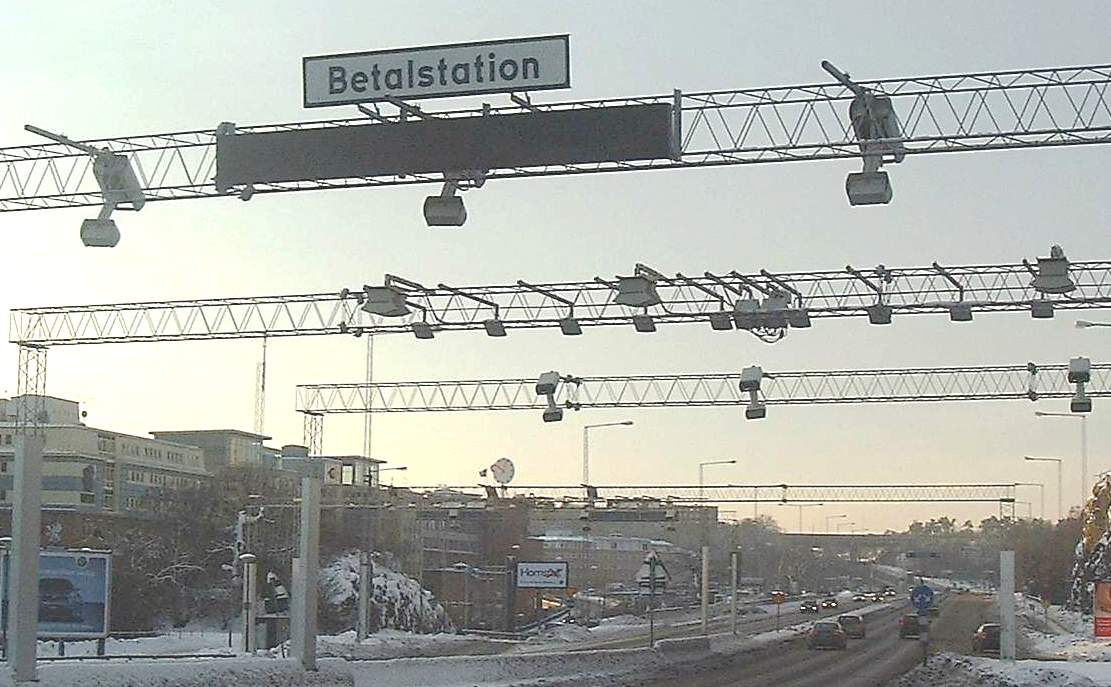
Stockholmstrafiken minskade med 25%
Stockholmstrafiken minskade med 25 procent vid betalstationerna och med upp till 90 procent inne i stan, men kollektivtrafiken har knappt ökat alls. Nu undrar man var alla trafikanter tagit vägen. En första utvärdering av försöket med trängselavgifter i Stockholm tyder på att satsningen är en stor framgång.
Wikinews

- Cyklonen Clare slog ut telefonförbindelser i Västaustralien
- Japanska samhällen isolerade efter kraftigt snöfall
- Pakistanska soldater dödade i gränsattacker
- Ansvariga för färjekatastrof i New York 2003 dömda till fängelse
- Iran återupptar atomprogram
- Sharons tillstånd fortsatt kritiskt men stabilt
- Ökenfestival marknadsför tuaregisk kultur
- Kim Jong Il besöker Kina
- Fågelinfluensan sprider sig i Turkiet
- Pinochet beviljad borgen

Sverige
- Villaägare i Norrköping eniga bakom protestlistor
- Konkurser minskar kraftigt i Sörmland
- Stockholmstrafiken minskade med 25%

Nyheter från Wikinews

## Onsdagen den 11 januari 2006
Världen

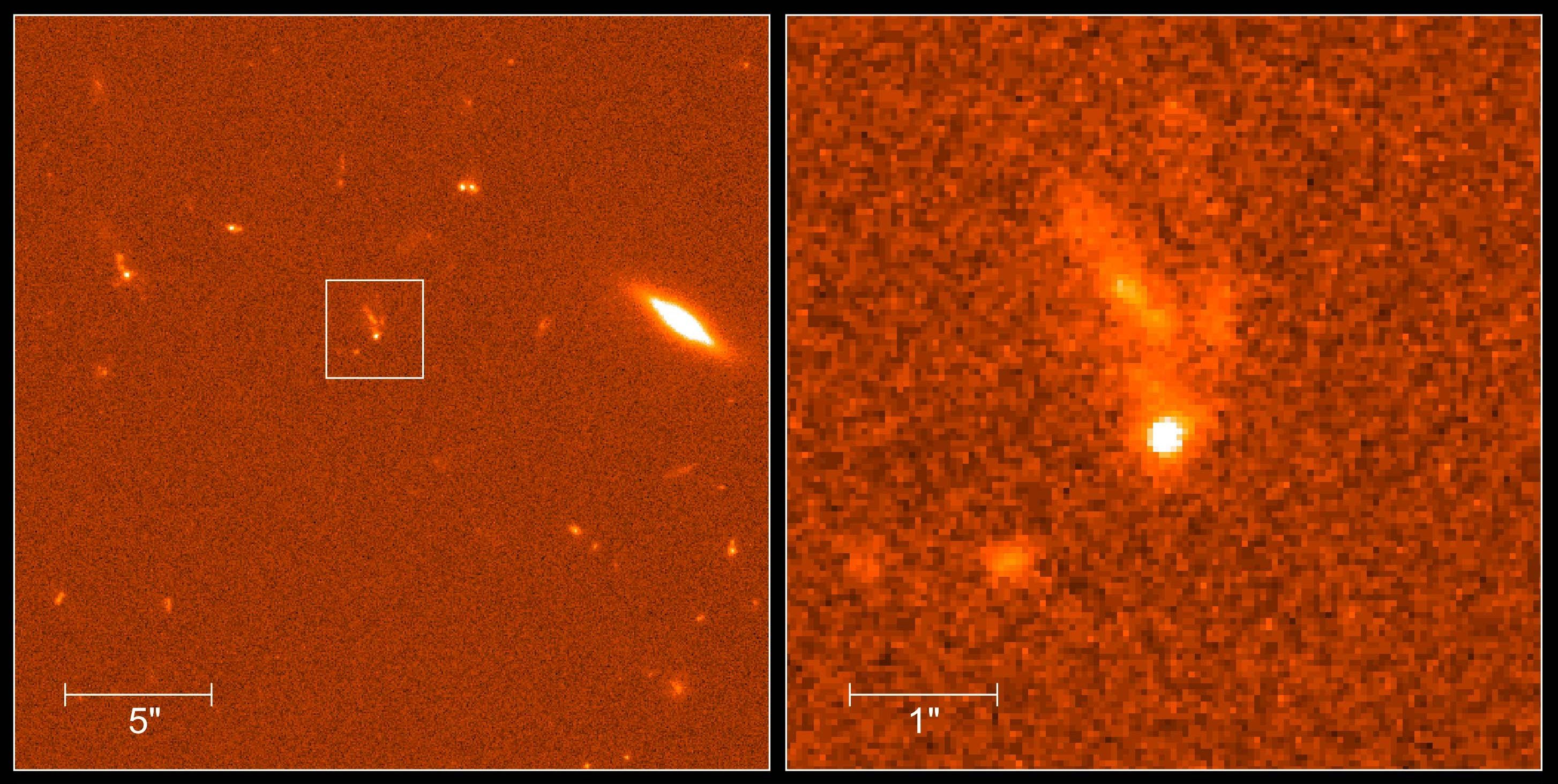
Mörk energi förändras med tiden, har dragit samman universum
Enligt nya kontroversiella beräkningar ändras den mörka energin – den energi som orsakar universums expansion – med tiden. Om resultaten stämmer innebär det att Einsteins föreställning om en kosmologisk konstant är felaktig och att mörk energi en gång i tiden drog samman universum. Det är astronomen Bradley Schaefer som studerat 52 så kallade Gamma Ray Bursts och funnit att de tolv mest avlägsna objekten – omkring tretton miljarder ljusår bort – var ljusare än man kunde förvänta sig, vilket skulle betyda att universum har expanderat långsammare än det gör idag.
Wikinews.

- Kinas utrikesminister på rundresa i Västafrika
- FN varnar för turkisk fågelepidemi
- Forskningsrapport: Mörk energi förändras med tiden, har dragit samman universum
- Grekland utreder möjlig kidnappning av pakistanier
- Blair hotar Iran med FN-sanktioner
- Italiens centralbank stoppar Unipols uppköp av BNL
- Djibouti vill pröva Frankrike i internationell domstol
- Tio terrormisstänkta i Australien inleder hungerstrejk
- Botswana återinför skolavgifter
- Putin och Jusjtjenko i gassamtal
- Indiska läkare ifrågasätter forskningsrapport om födelsekontroll

Sverige
- Kraftigt oväder närmar sig Norrland
- Birgit Nilsson avled 87 år gammal

Nyheter från Wikinews

## Torsdagen den 12 januari 2006
Världen
- Dansk militär skyldig till tortyr slipper straff
- 50 pilgrimer trampades ihjäl i Mecka
- Condoleezza Rice hotade Norge
- Chávez' uttalanden väcker irritation i Peru
- Muslimsk ledare förkunnade mord på "otrogna"
- Åtta skadade i attack mot synagoga i Moskva
- Kontroversiellt miljömöte utlovar miljöpengar
- Gränsavtal Östtimor-Australien klart
- Ny författning antagen i Kongo

Sverige
- Svensk fast på klipphylla på norska ön Senja
- Vägverket vill införa alkolås på snöskotrar
- Snöoväder orsakar elavbrott och trafikproblem i Norrland
- Förundersökning mot Svenska Spels förre vd

Nyheter från Wikinews

## Fredagen den 13 januari 2006
Världen
- Bittra anklagelser avslutade presidentkampanj i Chile
- Indonesisk polis grep 12 papuanska separatister för mord
- Kris för regeringskoalition i Mongoliet
- Clinton förhandlade fram AIDS-avtal
- Ca 350 trampades ihjäl i Mecka
- FN planerar att skicka trupper till Darfur
- Tågkollision i Kaukasus
- Raketattack mot by i Pakistan

Sverige
- Vikingar dekorerade tänderna
- Anja Pärson vann österrikiskt störtlopp
- Familjer slogs om skidspår i Finspång
- Töväder stort hot för Vasaloppet
- Amerikan i Sverige anmäler vänsterpartist för hets mot folkgrupp
- Skärmflygare havererade i Bohuslän
- Inga åtgärder mot fusk vid betalstationer
- Skånepolisen nystar upp stor knarkhärva
- Riksbanken höjer styrräntan

Nyheter från Wikinews

## Lördagen den 14 januari 2006
Världen
- Motstridiga uppgifter om Saddamdomare

Sverige
- Trängselförsöket: Oförändrad trafik på Essingeleden under första veckan

Nyheter från Wikinews

## Söndagen den 15 januari 2006
Världen
- Europol får utökade befogenheter

Sverige
- Bussförare stoppade misshandel, riskerar få sparken

Nyheter från Wikinews

## Måndagen den 16 januari 2006
Världen
- Guatemalaner efterfrågar nya politiska ledare
- Merkel besöker Moskva
- Topphemliga nyzeeländska dokument offentliggjorda av misstag
- Bush tillbakavisade kritik om Guantanamo
- Flicka i Indonesien dog av fågelviruset
- Amerikansk helikopter nedskjuten över Irak
- Chile får sin första kvinnliga president
- Liberia får Afrikas första kvinnliga statsöverhuvud
- Halonen missade första valomgången

Sverige
- Brandattentat mot kola i Malmö
- Man död i villabrand i Harmånger
- Kalciumkarbidbehållare i Halmstad riskerar att explodera
- Mutåtalade systemchefer inför rätta in Helsingborg
- Stockholmspolisen skarvade statistik

Nyheter från Wikinews

## Tisdagen den 17 januari 2006
Världen
- Stormakter oeniga om Iran

Sverige
- Brandrök stoppade Stockholms tunnelbana

Nyheter från Wikinews

## Onsdagen den 18 januari 2006
Världen
- Österrike efterlyser minskat EU-beroende av rysk gas
- Bolivias president sparkar arméchef
- Saudiska kvinnor tillåtna vid fotbollsmatch mot Sverige
- Fyra politiska fångar släppta i Kambodja
- Republikanskt reformpaket efter mutskandal i USA:s kongress
- Elfenbenskusten "på gränsen till krig"
- Iran tror inte FN:s säkerhetsråd tar upp atomprogram

Sverige
- Saudiska kvinnor tillåtna vid fotbollsmatch mot Sverige
- 22-åring gripen för mordet i Fagersta

Nyheter från Wikinews

## Torsdagen den 19 januari 2006
Världen
- Greenpeace dumpade val utanför Japans Berlinambassad
- Australisk veteskandal växer
- Italien drabbas av rysk gasbrist
- Egypten släpper sudanesiska flyktingar
- Minst 50 oppositionella gripna i Nepal
- 38-tonsskulptur försvunnen i Madrid

Sverige
- Tredje försöket med lyxhotell i centrala Stockholm
- Tysk lastbilsförare stoppad med 1,22 promille
- Volvo och Göteborgs universitet inleder samarbete

Nyheter från Wikinews

## Fredagen den 20 januari 2006
Världen
- Tysklands utrikesminister avfärdar kritik mot Irakspioner
- Google vägrar lämna ut uppgifter till amerikansk myndighet
- Utegångsförbud natt som dag i Kathmandu
- Svag shiaseger öppnar för irakisk koalition

Sverige
- Svensk gripen för bestialiskt dubbelmord och kannibalism
- Stor seriekrock på E4:an i Upplands Väsby
- n:Dave Lepard från Crash Dïet hittas hängd

Nyheter från Wikinews

## Lördagen den 21 januari 2006
Världen
- Anja Pärson sjua i St Moritz

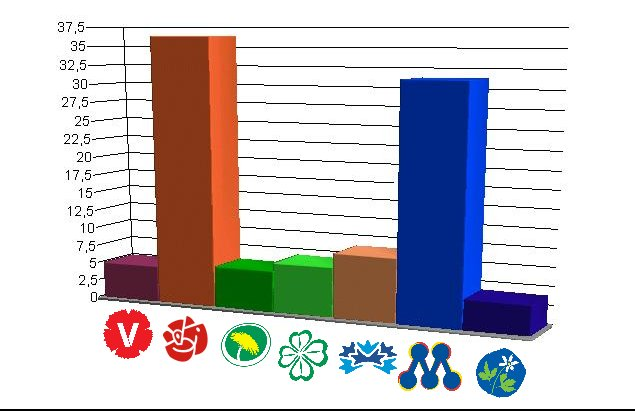
Ruab: Borgerliga ökar ledningen
Enligt opinionsinstitutet Ruabs senaste väljarundersökning leder de borgerliga partierna med 3,8 procentenheter, en ökning med 2 procent sedan förra mätningen. Socialdemokraterna backade med 1,6 procentenheter samtidigt som moderaterna gick fram med 2,3 procentenheter.
Wikinews.

- 2 600 colombianska milismän lämnade in sina vapen

Sverige
- Ruab: Borgerliga ökar ledningen

Nyheter från Wikinews

## Söndagen den 22 januari 2006
Världen
- 23 döda i sammandrabbning i Nepal

Sverige
- Snöoväder orsakade trafikproblem, varmare väder ökar lavinfara

Nyheter från Wikinews

## Måndagen den 23 januari 2006
Världen
- Maktkamp inom ledardynastin i Kuwait
- Turkisk domstol lägger ned mål mot författare
- Omfattande bränder över stora delar av Australien
- Kanada väljer nytt parlament
- Liberias nya president bryter våldtäktstabu

Sverige
- 1 700 vill flytta till Timrå
- Utredning kring Videdalsmordet växer
- Unga våldtäktsmän i Göteborg dömda till sluten ungdomsvård
- Kvinnlig flygpassagerare försökte öppna dörren på 10.000 meters höjd

Nyheter från Wikinews

## Tisdagen den 24 januari 2006
Världen
- Kanada får konservativ regering
- Ny algoritm avslöjar ljugande politiker
- Honduransk kardinal avfärdar nyliberal ekonomi
- Demonstrationer i Ecuador ökar politisk instabilitet
- Jordskalv i havet utanför Colombia och Panama
- Norge efterskänker 20 miljarder dollar till Pakistan
- Nepalesisk polis upplöste demonstration i Kathmandu
- Kuwaits emir avgår frivilligt
- Ford säger upp 30.000 anställda i Nordamerika
- Ny korruptionsrättegång inledd i Paris
- Pinochets hustru arresterad för skattebedrägeri
- Åtta guatemalanska FN-soldater dödade i Kongo

Sverige
- Bockstensmannen fick plastikoperation, dödsorsak fastställd
- Kalmar län går miste om trådlöst bredband
- Bråkig flygpassagerare "försvunnen"
- Läkare fifflade bort miljontals kronor
- Nyköpingspoliser medlemmar i Frimurarorden
- Nytt elavbrott i Solna

Nyheter från Wikinews

## Onsdagen den 25 januari 2006
Världen
- Microsoft böjer sig för EU, släpper källkod
- Socialt forum i Venezuela propagandaframgång för Chávez
- Påven publicerar sitt första påvebrev
- Disney köper Pixar för 7,4 miljarder dollar
- "Vita huset motarbetar Katrina-utredning"
- Google böjer sig för Kina, inför självcensur
- Minst åtta döda i sammandrabbningar i Nepal
- Lankesiska fredssamtal tas upp i Schweiz
- Australien fruktar nya kravaller på nationaldagen
- Italienskt oljebolag drar sig ur Nigeria
- Första palestinska valet på tio år

Sverige
- Säpo-planer på informatörer möter kraftigt motstånd
- Trafikstörningar för tunnelbana och pendeltåg
- Hagamannens fantombild togs bort från polisens webbplats
- Åklagaren krävde högre dagsböter i systemrättegången
- 26-årig Malmöbo häktad för dödsskjutning

Nyheter från Wikinews

## Torsdagen den 26 januari 2006
Världen
- Strejk lamslår Nepal, polis sköt mot demonstranter
- Agent Orange-drabbade vann i koreansk domstol
- Kvartalsresultat för GM -4,8 miljarder dollar
- Vietnam släpper politisk fånge
- EU-bistånd kan fortsätta trots Hamas seger
- Galna mödrarna gör sin sista marsch
- Ivoriansk oppositionsledare tillbaka från exil
- Pinochets dotter söker asyl i USA
- Jordskredsseger för Hamas

Sverige
- Blekingejazzen vaknar ur idet
- Böhler-Uddeholm säger upp 45 i Munkfors
- Gruppvåldtäkt i Norrköping
- Gnesta kan ge ersättning till hemmaföräldrar

Nyheter från Wikinews

## Fredagen den 27 januari 2006
Världen

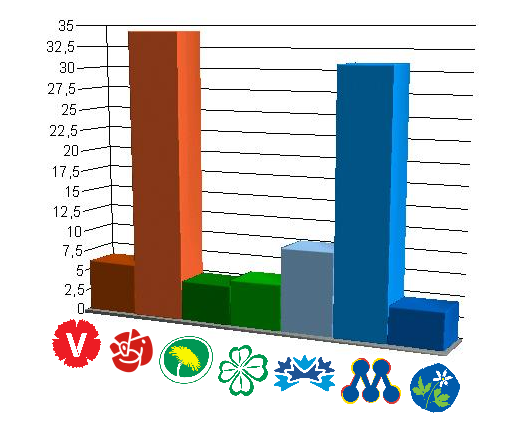
Fortsatt borgerligt försprång
DN/Temos senaste opinionsundersökning tyder på små förändringar sedan förra mätningen med en fortsatt klar ledning för det borgerliga blocket. Det tyder på att opinionsläget stabiliserat sig och att de borgerliga partierna behåller det försprång man haft i snart ett år när nio månader återstår till valet.
Wikinews

- Lugnt nationalfirande i Australien
- Kölden kräver nya dödsoffer runtom i Europa
- Kaukasus lider av gasbrist och extrem köld
- Malaysia planerar halv, krökt bro
- Abbas inleder regeringssamtal med Hamas
- Evo Morales halverade sin lön
- Kanadas nye premiärminister avfärdar USA-kritik
- Sanktioner mot Elfenbenskusten nära förestående
- Annan fördömde förnekande av Förintelsen
- Halonen och Niinistö jämnstarka inför söndagens presidentval

Sverige
- DN-Temo bekräftar borgerligt försprång
- Svår bussolycka utanför Arboga kräver minst 7 dödsoffer

Nyheter från Wikinews

## Lördagen den 28 januari 2006
Världen
- Saudiarabien och Kina undertecknade energiavtal
- FN fördömde centralafrikanska milisgrupper
- Kalifornien klassar tobaksrök som luftförorening
- USA skickar tillbaka Pinochets dotter
- Hamasledare fördömde internationell "utpressning"
- Stort jordskalv utanför Indonesien, inga skadade
- Chirac lurad av kanadensiska komiker

Sverige
- Västgötakommuner går samman mot Lerum
- Förbifart Stockholm ställer kommuner mot Länsstyrelsen
- Fortsatt advokatkritik mot Migrationsverket

Nyheter från Wikinews

## Söndagen den 29 januari 2006
Världen

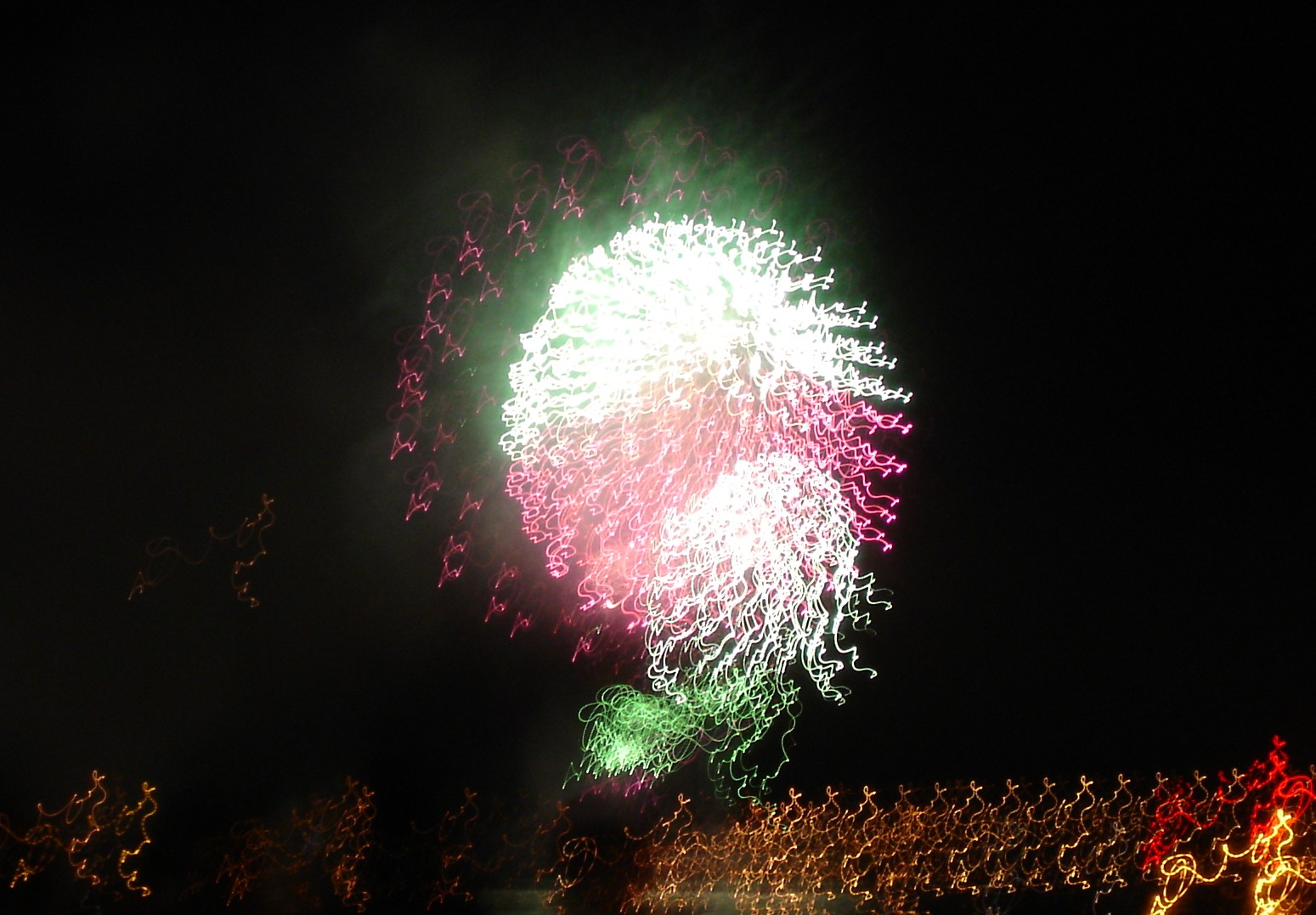
Världen firar kinesiskt nyår
Miljontals människor över hela världen firade det kinesiska nyåret och det nya årets ankomst – hundens år. I Kina och i världens alla Chinatowns dansade drakar under fyrverkerierna. Det nya året kommer att avslutas den 17 februari 2007 efter 385 dagar vilket gör det till det längsta året i den kinesiska månkalendern sedan 1944.
Wikinews

- Dansk Folkeparti manar till försiktighet om islam
- Många dödades då mässtak rasade i Polen
- Amerikansk soldat dömd för övergrepp i Afghanistan
- Johnson-Sirleaf: "Taylor av underordnad betydelse"
- Bolivia tillsätter kokaodlare för att bekämpa droghandel
- Franska trupper bekämpar virus på Réunion

Sverige
- Nazister attackerar fackligt möte
- Vagnhärad samlar sig mot skadegörelse
- Skridskoåkare gick genom isen på Mälaren, två omkom
- Medborgargarde polisanmält för misshandel

Nyheter från Wikinews

## Måndagen den 30 januari 2006
Världen
- Libyen stänger ambassad i Danmark
- Dansk konflikt trappas upp, hot mot nordbor i Gaza
- Finlands president omvald

Sverige
- Tunnelbygge orsakade sättningar i Malmö central
- Stort polispådrag söker efter 10-åring i Göteborg
- Klotterpolisen framgångsrik i Stockholm

Wikipedia
- Den amerikanska politikern Marty Meehans personal ändrar texter på Wikipedia

Nyheter från Wikinews

## Tisdagen den 31 januari 2006
Världen
- ICC undersöker rasistiska cricketsupportrar
- Japans utrikesminister backar om krigshelgedom
- Iran inför säkerhetsrådet
- Gisslan i Nigeria frisläppt
- Kanadensare inför rätta för 27 mord på prosituerade
- Jyllands-Posten ber om ursäkt för kontroversiell serie
- Chávez anklagar amerikansk ambassadpersonal för spioneri

Sverige
- Folkomröstning om bilväg i Södra Ryd
- Vargkritiskt kommunalråd i Rättvik mordhotad
- Kampanj mot bullriga skolmiljöer

Nyheter från Wikinews